# رابرت مک‌لاکلن (دوچرخه‌سوار)
رابرت مک‌لاکلن (انگلیسی: Robert McLachlan؛ زادهٔ ۱۷ آوریل ۱۹۷۱) دوچرخه‌سوار اهل استرالیا است.
از باشگاه‌هایی که در آن بازی کرده‌است می‌توان به تیم دوچرخه‌سواری دراپاک اشاره کرد.